# Campeonato Europeo de Tiro con Arco al Aire Libre de 2010
El XXI Campeonato Europeo de Tiro con Arco al Aire Libre se celebró en la localidad de Rovereto (Italia) entre el 24 y el 29 de mayo de 2010 bajo la organización de la Unión Europea y Mediterránea de Tiro con Arco (EMAU) y la Federación Italiana de Tiro con Arco.
Las competiciones se realizaron en las instalaciones del club de tiro con arco Kappa Kosmos de la ciudad italiana.

## Resultados

### Masculino
| Evento                            | Oro                                                               | Plata                                                        | Bronce                                                        |
| --------------------------------- | ----------------------------------------------------------------- | ------------------------------------------------------------ | ------------------------------------------------------------- |
| Arco recurvo individual (29.05)   | Romain Girouille Francia                                          | Michele Frangilli · Italia                                   | Markiyan Ivashko · Ucrania                                    |
| Arco recurvo por equipo (29.05)   | Sebastian Rohrberg · Florian Floto · Rafael Poppenborg · Alemania | Marco Galiazzo · Michele Frangilli · Ilario Di Buò · Italia  | Matti Hatava · Antti Tekoniemi · Antti Mansukoski · Finlandia |
| Arco compuesto individual (29.05) | Andrew Rikunenko Reino Unido                                      | Sergio Pagni · Italia                                        | Peter Elzinga · Países Bajos                                  |
| Arco compuesto por equipo (29.05) | Alexandr Dambayev · Danzan Jaludorov · Denis Segin · Rusia        | Rob Polman · Fred van Zutphen · Peter Elzinga · Países Bajos | Sergio Pagni · Pietro Greco · Antonio Tosco · Italia          |

### Femenino
| Evento                            | Oro                                                         | Plata                                                      | Bronce                                                            |
| --------------------------------- | ----------------------------------------------------------- | ---------------------------------------------------------- | ----------------------------------------------------------------- |
| Arco recurvo individual (29.05)   | Natalia Erdyniyeva · Rusia                                  | Inna Stepanova · Rusia                                     | Begunhan Elif Unsal Turquía                                       |
| Arco recurvo por equipo (29.05)   | Inna Stepanova · Xeniya Perova · Natalia Erdyniyeva · Rusia | Magali Foulon · Gema Buitrón · Helena Fernández · España   | Natalia Valeeva · Jessica Tomasi · Pia Lionetti · Italia          |
| Arco compuesto individual (29.05) | Viktoriya Balzhanova · Rusia                                | Gladys Willems · Bélgica                                   | Albina Loguinova · Rusia                                          |
| Arco compuesto por equipo (29.05) | Gladys Willems · Sarah Prieels · Michele Massina · Bélgica  | Anastasia Anastasio · Eugenia Salvi · Laura Longo · Italia | Viktoriya Balzhanova · Albina Loguinova · Diana Tontoyeva · Rusia |

### Mixto
| Evento                            | Oro                                       | Plata                                         | Bronce                                    |
| --------------------------------- | ----------------------------------------- | --------------------------------------------- | ----------------------------------------- |
| Arco recurvo por equipo (28.05)   | Marco Galiazzo · Natalia Valeeva · Italia | Sebastian Rohrberg · Elena Richter · Alemania | Simon Terry Charlotte Burgess Reino Unido |
| Arco compuesto por equipo (28.05) | Anders Malm · Isabell Danielsson · Suecia | Martin Damsbo Camilla Sømod Dinamarca         | Dejan Sitar Maja Marcen Pavlin Eslovenia  |

## Medallero
| Núm. | País         | Oro | Plata | Bronce | Total |
| ---- | ------------ | --- | ----- | ------ | ----- |
| 1    | Rusia        | 4   | 1     | 2      | 7     |
| 2    | Italia       | 1   | 4     | 2      | 7     |
| 3    | Alemania     | 1   | 1     | 0      | 2     |
| 3    | Bélgica      | 1   | 1     | 0      | 2     |
| 5    | Reino Unido  | 1   | 0     | 1      | 2     |
| 6    | Francia      | 1   | 0     | 0      | 1     |
| 6    | Suecia       | 1   | 0     | 0      | 1     |
| 8    | Países Bajos | 0   | 1     | 1      | 2     |
| 9    | Dinamarca    | 0   | 1     | 0      | 1     |
| 9    | España       | 0   | 1     | 0      | 1     |
| 11   | Eslovenia    | 0   | 0     | 1      | 1     |
| 11   | Finlandia    | 0   | 0     | 1      | 1     |
| 11   | Turquía      | 0   | 0     | 1      | 1     |
| 11   | Ucrania      | 0   | 0     | 1      | 1     |
|      | TOTAL        | 10  | 10    | 10     | 30    |